# لولا ماروا
لولا ماروا (بالفرنسية: Lola Marois)‏ (مواليد 5 نوفمبر 1982 في باريس ، فرنسا) هي مغنية وكوميدية فرنسية.

## روابط خارجية
- لولا ماروا على موقع IMDb (الإنجليزية)
- لولا ماروا على موقع ألو سيني (الفرنسية)
- لولا ماروا على موقع ميوزك برينز (الإنجليزية)
- لولا ماروا على موقع قاعدة بيانات الفيلم (الإنجليزية)